# Palacio de Cibeles

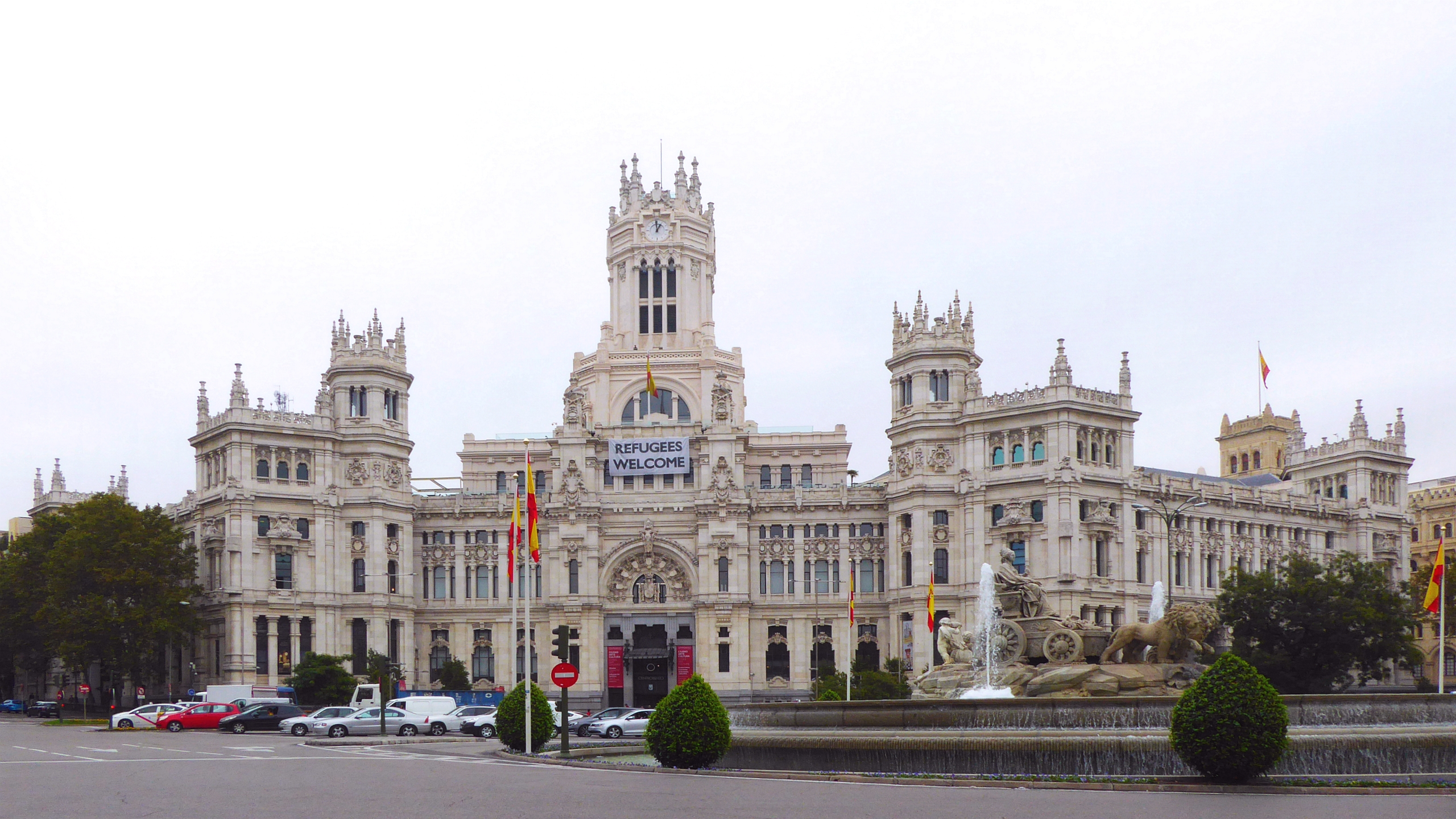
Gesamtensemble an der Plaza de Cibeles mit Fuente de Cibeles (Brunnen) sowie dem Palacio de Cibeles

Der Palacio de Cibeles („Palast der Kybele“, erbaut 1919) ist seit 2007 der Sitz der Stadtverwaltung von Madrid. Benannt ist er nach der Plaza de Cibeles, an dem er sich befindet. Zuvor war er unter dem Namen Palacio de Comunicaciones („Palast der Kommunikation“) das Hauptpostgebäude der spanischen Hauptstadt.
Der Palast, der eine überbaute Fläche von rund 12.200 m² einnimmt, wurde am Plaza de Cibeles im Zentrum von Madrid errichtet. Das 30.000 m² große Grundstück hatte zuvor zum nordwestlichen Teil der Gartenanlage Jardines del Buen Retiro gehört.
Die Bauplanung begann im Jahre 1904 unter der Projektleitung der Architekten Antonio Palacios, Julián Otamendi und dem Bauingenieur Ángel Chueca Sainz. Der Entwurf greift verschiedene historische Baustile auf, ist somit ein typisches Beispiel für Eklektizismus. Das Gesamtbudget belief sich damals auf 10.311.860 Peseten. 1907 fand die   Grundsteinlegung statt. Am 14. März 1919 erfolgte die offizielle Einweihung unter dem Namen Catedral de las Comunicaciones und die Aufnahme der Geschäftstätigkeit als Hauptpostamt, Verteilzentrum und Museum für Post, Telegrafie und Telefon durch das spanische Königspaar Alfons XIII. und Victoria Eugénie.

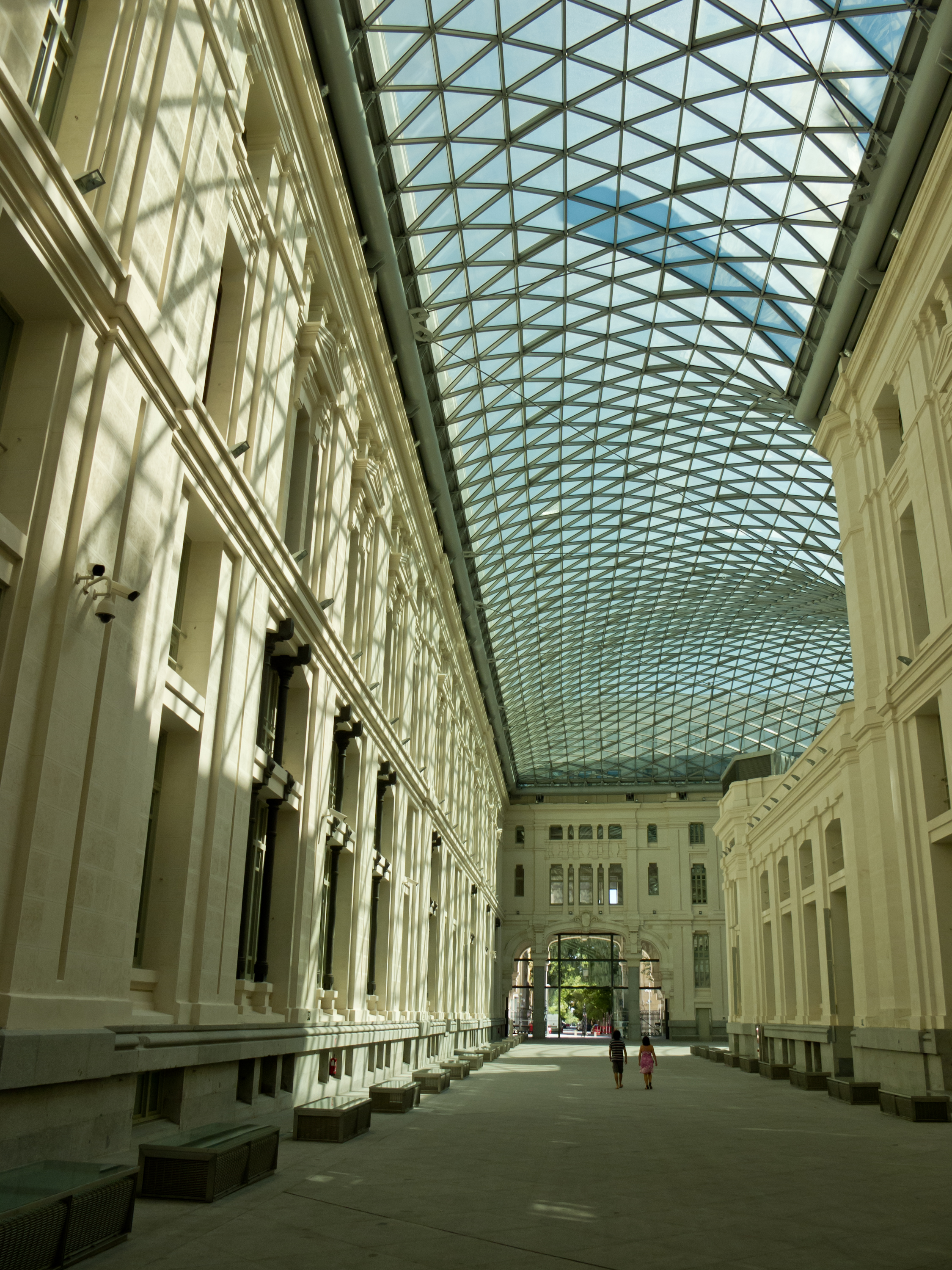
Galería de Cristal

Nach mehreren Renovierungen wurde der Palast der Kommunikation am 5. November 2007 der Sitz der Stadtverwaltung von Madrid. Die spanische Postgesellschaft nutzt nur noch den Südflügel des Gebäudes.
In den Jahren 2008–2009 errichtete die deutsche Ingenieurfirma Schlaich, Bergermann und Partner ein Glasdach über den ehemals als Parkplatz genutzten Innenhof.
2011 wurde das Gebäude in Palacio de Cibeles umbenannt.